# Étrépigny
Étrépigny è un comune francese di 269 abitanti situato nel dipartimento delle Ardenne nella regione Grand Est.
Il piccolo paese è noto in particolare per la figura di Jean Meslier, sacerdote cattolico e curato di Étrépigny e di Balaives per quaranta anni, dal 1689 al 1729. Egli divenne improvvisamente noto dopo la sua morte per un testamento in cui 
"si dimostrano in modo chiaro ed evidente le vanità e le falsità di tutte le divinità e di tutte le religioni del mondo, affinché sia diretto ai suoi parrocchiani dopo la sua morte e per essere usata da loro e da tutti i loro simili quale testimonianza di verità".
Il testamento ebbe un'enorme eco, e ottenne grande diffusione grazie a Voltaire. 
Il curato Jean Meslier venne sepolto nel parco del castello di Ètrèpigny. 
Sulla facciata del municipio si può leggere una targa dedicata a Jean Meslier, "precursore del secolo dei Lumi".

## Società

### Evoluzione demografica
Abitanti censiti